# Бокій Георгій Борисович
Георгій Борисович Бокій (нар. 26 вересня (9 жовтня) 1909, Санкт-Петербург — пом. 4 вересня 2001, Москва) — творець і організатор радянської кристалохімії, професор, член-кореспондент Академії Наук СРСР.

## Біографія
Народився 9 жовтня 1909 р. в Санкт-Петербурзі в родині видатного потомственого гірничого інженера, професора Санкт-Петербурзького гірничого інституту Бориса Івановича Бокія.
Закінчив Ленінградський Гірничий інститут, де його головними вчителями були А. К. Болдирєв і М. С. Курнаков. Після закінчення в 1930 р. інституту почав працювати в Ломоносовському інституті під керівництвом О. В. Шубникова. Займався визначенням оптичних властивостей кристалів Федоровським методом, а з 1931 р. — вирощуванням кристалів сегнетоелектриків у Фізико-технічному інституті АН СРСР .
У 1934 р. Ломоносовський інститут, де працював Г. Б. Бокій, переїхав до Москви. У 1935 р. він організував в Інституті загальної та неорганічної хімії лабораторію кристалографії, згодом перейменовану в лабораторію кристалохімії, що вивчала комплексні сполуки платинових металів. З 1939 р. почав займатися рентгено-структурним аналізом. Спільно з Г. Г. Леммлейном провів дослідження з вивчення округлих кристалів алмазу. Під час Другої світової війни інститут був евакуйований до Казані, Г. Б. Бокій читає свій перший курс кристалохімії за пропозицією О. М. Несмєянова.
У 1942 р. захистив докторську дисертацію, в 1943 р. отримав звання професора. У 1944 р. Г. Б. Бокій повернувся до Москви. З 1945 р. почав викладати кристалографію в МДУ. В цьому ж році ним була організована кафедра кристалографії і кристалохімії на геологічному та хімічному факультетах. У 1958 р. обранний членом-кореспондентом АН СРСР. З цього ж року Георгій Борисович переїздить до Сибіру, де він був одним з двох рівнозначних організаторів Інституту неорганічної хімії та творцем і керівником рентгеноструктурної лабораторії. Там же Г. Б. Бокій засновує «Журнал структурної хімії» і стає його головним редактором.
Після повернення у 1963 р. до Москви, працює в різних установах. З 1972 р. Г. Б. Бокій до останніх днів працював в Інституті геології рудних родовищ, петрографії, мінералогії і геохімії, де завідував лабораторією рентгеноструктурного аналізу, був радником при дирекції Інституту.

## Наукова діяльність
З 1955 р. Г. Б. Бокій багато займався питаннями інформатики і систематики кристалічних структур та систематикою мінералів. Ним розроблені нові принципи класифікації, заснованій на Періодичній системі хімічних елементів і названій ним природною. З 1979 р. Г. Б. Бокій — голова комісії з класифікації Ради наукових та інженерних товариств. З 1993 року очолював роботу по продовженню випуску багатотомного довідника «Мінерали», багатотомної і фундаментальної праці, що включає вичерпну інформацію, в тому числі структурну, по всіх відомих мінеральних видах.

## Основні праці
- «Основи кристалографії» (1939, в співавторстві з О. В. Шубниковим і Є. Є. Флінтом).
- Перший том підручника «Практичний курс рентгено-структурного аналізу» (1951, спільно з М. О. Порай-Кошицем).
- Підручник «Кристалохімія» (1954, витримав три видання).
- Монографія «До теорії дальтонідів і бертолідів» (1956, в 1958 — її англійський переклад).
- «Тезаурус по мінералах» (1976—1981 рр., 4 томи)
- «Систематика природних силікатів» (1997, в 1998 р. — її англійський переклад).
- «Систематика природних оксидів» (2000).

## Нагороди
- Лауреат премії ім. Є. С. Федорова РАН (2000).
- Орден Трудового Червоного Прапора (1975),
- Орден «Знак Пошани» (1944, 1953).